# Mirror Wars: Reflection One
Mirror Wars: Reflection One (Russische titel: Зеркальные войны: Отражение первое) is een Russische film uit 2005 van regisseur Vasili Chiginsky.

## Verhaal
De Russische luchtmachtpiloot Boris Korin steelt een Soechoj stealth fighter op de luchtvaartshow van Moskou. Hij denkt dat hij dit voor de geheime dienst doet, maar in werkelijkheid zit er een terroristische organisatie achter.

## Rolbezetting
- Aleksandr Jefimov als Alexei Kedrov
- Ksenia Alferova als Katherine
- Valeri Nikolajev als Boris
- Michail Gorevoj als Manfred
- Malcolm McDowell als Murdock
- Armand Assante als York
- Rutger Hauer als The Boss
- Ivars Kalniņš als Anton Kedrov
- Olga Jakovtseva als Aziza
- Anatoli Zjoeravljov als Grom
- Amalia Mordvinova als Agent Orange
- Valeri Afanasjev als kolonel Svirsky
- Aleksandr Koeznetsov als agent Sea
- Oleg Kapanets als Sobol